# Louis François I. de Bourbon
Louis François I. de Bourbon, kníže de Conti (13. srpna 1717, Paříž – 2. srpna 1776, tamtéž) byl francouzský princ z vedlejší linie královského rodu Bourbonů (linie Bourbon-Conti). Titul knížete zdědil roku 1727 po smrti svého otce Louise Armanda II. Uplatnil se jako vojevůdce v dynastických válkách 18. století, proslul též jako sběratel umění.
Jeho matka, Louise-Élisabeth de Bourbon-Condé byla vnučkou Ludvíka XIV. Jako příslušník vládnoucího rodu Bourbonů byl královským princem (prince du sang).

## Život
Od narození do otcovy smrti užíval titul hrabě de la Marche, v roce 1727 se stal knížetem de Conti, zároveň po otci převzal úřad guvernéra v Poitou, který vykonával až do smrti (1727–1776). Vzdělání získal u jezuitů a jako princ královské krve byl již v osmi letech jmenován plukovníkem královské armády. V roce 1732 získal Řád sv. Ducha a ve vojsku se vyznamenal již ve válce o polské nástupnictví, kdy se pod velením vévody z Berwicku zúčastnil obléhání Philippsburgu v Bádensku. V roce 1734 byl jmenován do hodnosti maréchal de camp a již v necelých osmnácti letech byl povýšen na generálporučíka (1735). Později vynikl za války o rakouské dědictví, kdy nejprve pod maršálem Belle-Isle okupoval Prahu. Poté byl převelen do Itálie, kde se prosadil ve vítězné bitvě u Cunea (1744). V roce 1746 bojoval v Belgii, kvůli sporům s Mořicem Saským ale armádu opustil ještě před koncem války. Ještě během války o rakouské dědictví byl v roce 1743 také zvažovaným kandidátem na polský trůn pro případ úmrtí Augusta III., k tomu ale nakonec nedošlo. V následujících letech patřil především v diplomatických otázkách k blízkým spolupracovníkům Ludvíka XV., z královy přízně jej ale v polovině 50. let vytlačila Madame de Pompadour. Když rakouský kancléř kníže Kounic pojal plán na rakousko-francouzské spojenectví, byl Conti rakouskou stranou původně vybrán jako vyjednavač, nakonec ale rakouský vyslanec Jiří Adam Starhemberg jednal přímo s markýzou de Pompadour. Kvůli sporům s královou milenkou byl Conti odmítnut jako jeden z vrchních velitelů v sedmileté válce. Od té doby stál v opozici proti Ludvíkovi XV. a především jeho ministrům. V letech 1749–1776 byl také velmistrem Maltézského řádu ve Francii.
V Paříži byl jeho sídlem palác Hôtel de Conti, známý dnes pod názvem Hôtel de Brienne. Nedaleko od Paříže vlastnil zámek Château de L'Isle Adam, který byl zničen za francouzské revoluce. V roce 1760 koupil vinice v Burgundsku a víno značky Romanée-Conti patří dodnes k nejdražším na světě.

## Rodina
Louis François byl ženat od roku 1732 s Luisou Dianou Orleánskou, mladší dcerou francouzského regenta Filipa II. Orleánského. Luisa Diana zemřela společně s druhorozeným synem krátce po těžkém porodu.
- 1. Louis François II. de Bourbon (1. 9. 1734 Paříž – 13. 3. 1814 Barcelona), poslední kníže de Conti
  - ⚭ 1759 Marie Fortunata d'Este (24. 11. 1731 Modena – 21. 9. 1803 Benátky)
- 2. syn (*/† 26. 9. 1736 Issy-les-Moulineaux)

## Vývod z předků
|                              |                                |  |                    |                                      |  |  |  |  |  |  |  | Jindřich II. Bourbon-Condé |
|                              |                                |  |                    |                                      |  |  |  |  |  |  |  |                            |
|                              | Armand Bourbon-Conti           |  |                    |                                      |  |  |  |  |  |  |  |                            |
|                              |                                |  |                    |                                      |  |  |  |  |  |  |  |                            |
|                              |                                |  |                    | Šarlota Markéta de Montmorency       |  |  |  |  |  |  |  |                            |
|                              |                                |  |                    |                                      |  |  |  |  |  |  |  |                            |
|                              | František Ludvík Bourbon-Conti |  |                    |                                      |  |  |  |  |  |  |  |                            |
|                              |                                |  |                    |                                      |  |  |  |  |  |  |  |                            |
|                              |                                |  |                    | Girolamo Martinozzi                  |  |  |  |  |  |  |  |                            |
|                              |                                |  |                    |                                      |  |  |  |  |  |  |  |                            |
|                              | Anna Marie Martinozzi          |  |                    |                                      |  |  |  |  |  |  |  |                            |
|                              |                                |  |                    |                                      |  |  |  |  |  |  |  |                            |
|                              |                                |  |                    | Laura Markéta Mazzarini              |  |  |  |  |  |  |  |                            |
|                              |                                |  |                    |                                      |  |  |  |  |  |  |  |                            |
|                              | Ludvík Armand Bourbonský       |  |                    |                                      |  |  |  |  |  |  |  |                            |
|                              |                                |  |                    |                                      |  |  |  |  |  |  |  |                            |
|                              |                                |  |                    | Louis, Grand Condé                   |  |  |  |  |  |  |  |                            |
|                              |                                |  |                    |                                      |  |  |  |  |  |  |  |                            |
|                              | Jindřich Jules Bourbon-Condé   |  |                    |                                      |  |  |  |  |  |  |  |                            |
|                              |                                |  |                    |                                      |  |  |  |  |  |  |  |                            |
|                              |                                |  |                    | Claire-Clémence de Maillé-Brézé      |  |  |  |  |  |  |  |                            |
|                              |                                |  |                    |                                      |  |  |  |  |  |  |  |                            |
|                              | Marie Tereza Bourbonská        |  |                    |                                      |  |  |  |  |  |  |  |                            |
|                              |                                |  |                    |                                      |  |  |  |  |  |  |  |                            |
|                              |                                |  |                    | Eduard Falcký                        |  |  |  |  |  |  |  |                            |
|                              |                                |  |                    |                                      |  |  |  |  |  |  |  |                            |
|                              | Anna Henrietta Bavorská        |  |                    |                                      |  |  |  |  |  |  |  |                            |
|                              |                                |  |                    |                                      |  |  |  |  |  |  |  |                            |
|                              |                                |  |                    | Anna Gonzagová                       |  |  |  |  |  |  |  |                            |
|                              |                                |  |                    |                                      |  |  |  |  |  |  |  |                            |
| Louis François I. de Bourbon |                                |  |                    |                                      |  |  |  |  |  |  |  |                            |
|                              |                                |  |                    |                                      |  |  |  |  |  |  |  |                            |
|                              |                                |  | Louis, Grand Condé |                                      |  |  |  |  |  |  |  |                            |
|                              |                                |  |                    |                                      |  |  |  |  |  |  |  |                            |
|                              | Jindřich Jules Bourbon-Condé   |  |                    |                                      |  |  |  |  |  |  |  |                            |
|                              |                                |  |                    |                                      |  |  |  |  |  |  |  |                            |
|                              |                                |  |                    | Claire-Clémence de Maillé-Brézé      |  |  |  |  |  |  |  |                            |
|                              |                                |  |                    |                                      |  |  |  |  |  |  |  |                            |
|                              | Ludvík III. Bourbon-Condé      |  |                    |                                      |  |  |  |  |  |  |  |                            |
|                              |                                |  |                    |                                      |  |  |  |  |  |  |  |                            |
|                              |                                |  |                    | Eduard Falcký                        |  |  |  |  |  |  |  |                            |
|                              |                                |  |                    |                                      |  |  |  |  |  |  |  |                            |
|                              | Anna Henrietta Bavorská        |  |                    |                                      |  |  |  |  |  |  |  |                            |
|                              |                                |  |                    |                                      |  |  |  |  |  |  |  |                            |
|                              |                                |  |                    | Anna Gonzagová                       |  |  |  |  |  |  |  |                            |
|                              |                                |  |                    |                                      |  |  |  |  |  |  |  |                            |
|                              | Luisa Alžběta Bourbonská       |  |                    |                                      |  |  |  |  |  |  |  |                            |
|                              |                                |  |                    |                                      |  |  |  |  |  |  |  |                            |
|                              |                                |  |                    | Ludvík XIII.                         |  |  |  |  |  |  |  |                            |
|                              |                                |  |                    |                                      |  |  |  |  |  |  |  |                            |
|                              | Ludvík XIV.                    |  |                    |                                      |  |  |  |  |  |  |  |                            |
|                              |                                |  |                    |                                      |  |  |  |  |  |  |  |                            |
|                              |                                |  |                    | Anna Rakouská                        |  |  |  |  |  |  |  |                            |
|                              |                                |  |                    |                                      |  |  |  |  |  |  |  |                            |
|                              | Luisa Františka Bourbonská     |  |                    |                                      |  |  |  |  |  |  |  |                            |
|                              |                                |  |                    |                                      |  |  |  |  |  |  |  |                            |
|                              |                                |  |                    | Gabriel de Rochechouart de Mortemart |  |  |  |  |  |  |  |                            |
|                              |                                |  |                    |                                      |  |  |  |  |  |  |  |                            |
|                              | Madame de Montespan            |  |                    |                                      |  |  |  |  |  |  |  |                            |
|                              |                                |  |                    |                                      |  |  |  |  |  |  |  |                            |
|                              |                                |  |                    | Diane de Grandseigne                 |  |  |  |  |  |  |  |                            |
|                              |                                |  |                    |                                      |  |  |  |  |  |  |  |                            |